# Mistrzostwa Świata w Piłce Nożnej 1962 (eliminacje strefy CONMEBOL)
W eliminacjach do Mistrzostw Świata w Piłce Nożnej 1962 strefy CONMEBOL wzięło udział 6 drużyn, podzielonych na 3 grupy po 2 drużyny. Zwycięzcy awansowali do finałów.  Paragwaj został przydzielony do barażu interkontynentalnego z reprezentantem CONMEBOL.

## Przebieg eliminacji

### Grupa 1
| Poz | Zespół    | Pkt | M | W | R | P | Br+ | Br- | +/- |
| --- | --------- | --- | - | - | - | - | --- | --- | --- |
| 1   | Argentyna | 4   | 2 | 2 | 0 | 0 | 11  | 3   | +8  |
| 2   | Ekwador   | 0   | 2 | 0 | 0 | 2 | 3   | 11  | -8  |

| 2 17 grudnia 1960 | Argentyna · Romulo Gomez 7' (sam.) · Jose Francisco Sanfilippo 53' · Oreste Omar Corbatta 55' (k) · Ruben Sosa 55' · Martin Esteban Pando 90' | 5:01:0raport | Ekwador | La Bombonera, Buenos Aires Widzów: 55 000 Sędzia: Carlos Robles |
|                   | |              |         |                                                                 |

### Grupa 2
| Poz | Zespół  | Pkt | M | W | R | P | Br+ | Br- | +/- |
| --- | ------- | --- | - | - | - | - | --- | --- | --- |
| 1   | Urugwaj | 3   | 2 | 1 | 1 | 0 | 3   | 2   | +1  |
| 2   | Boliwia | 1   | 2 | 0 | 1 | 1 | 2   | 3   | -1  |

| 1 15 sierpnia 1961 | Boliwia · Maximo Alcócer 53' | 1:10:1raport | Urugwaj · 25' Luis Cubilla | Hermán Siles Zuazo, La Paz Widzów: 22 000 Sędzia: Carlos Robles |
|                    |                              |              |                            |                                                                 |

| 2 30 sierpnia 1961 | Urugwaj · Ruben Angel Cabrera 4' · Guillermo Escalada 38' | 2:12:0raport | Boliwia · 62' Wilfredo Camacho | Estadio Centenario, Montevideo Widzów: 51 695 Sędzia: Carlos Robles |
|                    |                                                           |              |                                |                                                                     |

### Grupa 3
| Poz | Zespół   | Pkt | M | W | R | P | Br+ | Br- | +/- |
| --- | -------- | --- | - | - | - | - | --- | --- | --- |
| 1   | Kolumbia | 3   | 2 | 1 | 1 | 0 | 2   | 1   | +1  |
| 2   | Peru     | 1   | 2 | 0 | 1 | 1 | 1   | 2   | -1  |

| 1 30 kwietnia 1961 | Kolumbia · Eusebio Escobar 27' | 1:0raport | Peru | El Campin, Bogota Widzów: 26 000 Sędzia: Jose Luis Praddaude |
|                    |                                |           |      |                                                              |

| 2 7 maja 1961 | Peru · Faustino Delgado 3' | 1:11:0raport | Kolumbia · 69' Hector Gonzalez | Nacional, Lima Widzów: 50 579 Sędzia: Esteban Marino |
|               |                            |              |                                |                                                      |